# Mistrzostwa Europy w Saneczkarstwie 1929
3. Mistrzostwa Europy w saneczkarstwie 1929 odbyły się w austriackim Semmeringu. Rozegrane zostały trzy  konkurencje: jedynki kobiet, jedynki mężczyzn oraz dwójki mężczyzn. W tabeli medalowej najlepsze były Niemcy.

## Wyniki

### Jedynki kobiet
| Medal | Zawodniczka       | Narodowość       | Czas | Strata |
| ----- | ----------------- | ---------------- | ---- | ------ |
|       | Lotte Embacher    | Austria          |      |        |
|       | Christa Klecker   | Austria          |      |        |
|       | Fanny Altendorfer | Rzesza Niemiecka |      |        |

### Jedynki mężczyzn
| Medal | Zawodnik        | Narodowość       | Czas | Strata |
| ----- | --------------- | ---------------- | ---- | ------ |
|       | Fritz Preissler | Czechosłowacja   |      |        |
|       | Robert Liebig   | Rzesza Niemiecka |      |        |
|       | Erich Dressler  | Rzesza Niemiecka |      |        |

### Dwójki mężczyzn
| Medal | Zawodnicy                       | Narodowość       | Czas | Strata |
| ----- | ------------------------------- | ---------------- | ---- | ------ |
|       | Richard Feist/Walter Feist      | Rzesza Niemiecka |      |        |
|       | Rudolf Kauschka/Fritz Preissler | Czechosłowacja   |      |        |
|       | Franz Stecker/Ferdinand Wiesner | Austria          |      |        |

## Klasyfikacja medalowa
| Miejsce | Państwo          |   |   |   | Razem |
| ------- | ---------------- | - | - | - | ----- |
| 1.      | Rzesza Niemiecka | 1 | 1 | 2 | 4     |
| 2.      | Austria          | 1 | 1 | 1 | 3     |
| 3.      | Czechosłowacja   | 1 | 1 | 0 | 2     |